# Lellig
Lellig (luxembourgeois: Lelleg) est une section de la commune luxembourgeoise de Manternach située dans le canton de Grevenmacher.